# Jasmine Paolini
Jasmine Paolini (ur. 4 stycznia 1996 w Castelnuovo di Garfagnana) – włoska tenisistka, złota medalistka igrzysk olimpijskich z Paryża (2024) w grze podwójnej, mistrzyni French Open 2025 w grze podwójnej kobiet, finalistka French Open 2024 i Wimbledonu 2024 w grze pojedynczej oraz French Open 2024 w grze podwójnej kobiet.

## Życie prywatne
Ojciec Jasmine, Ugo Paolini, jest Włochem z Bagni di Lucca, jej matka Jacqueline Polką z Łodzi (gdzie mieszka babka Barbara; natomiast dziadek Salomon Gardiner pochodzi z Ghany i mieszka w Danii).

## Kariera tenisowa
Paolini zwyciężyła w trzech turniejach cyklu WTA Tour w grze pojedynczej z dziewięciu rozegranych finałów oraz w ośmiu turniejach w grze podwójnej z dziesięciu osiągniętych finałów. Wygrała również w dwóch turniejach z cyklu WTA 125 w grze pojedynczej z czterech rozegranych finałów. W karierze zwyciężyła też w dziewięciu singlowych oraz jednym deblowym turnieju rangi ITF. Najwyżej w rankingu WTA była sklasyfikowana na 5. miejscu w singlu (15 lipca 2024) oraz na 13. miejscu w deblu (1 lipca 2024).
W lutym 2024 roku wygrała turniej kategorii WTA 1000 w Dubaju. Jej przeciwniczką w finale była Anna Kalinska, którą pokonała 4:6, 7:5, 7:5.
W czerwcu 2024 roku, po raz pierwszy w karierze, osiągnęła finał turnieju wielkoszlemowego, przegrywając w meczu mistrzowskim gry pojedynczej kobiet podczas French Open z Igą Świątek 2:6, 1:6. W deblu na tych samych zawodach w parze z Sarą Errani również osiągnęły finał, ulegając w nim Coco Gauff i Kateřinie Siniakovej 6:7(5), 3:6. Na kortach Wimbledonu również osiągnęła finał singla, tym razem przegrywając w nim 2:6, 6:2, 4:6 z Barborą Krejčíkovą.
Razem z Sarą Errani wywalczyły złoty medal w grze podwójnej podczas igrzysk olimpijskich w Paryżu (2024). W meczu finałowym pokonały parę Mirra Andriejewa–Diana Sznajder 2:6, 6:1, 10–7.

## Historia występów wielkoszlemowych
Legenda
     W, wygrany turniej
     F, przegrana w finale
     SF, przegrana w półfinale
     QF, przegrana w ćwierćfinale
     xR, przegrana w x rundzie
     Qx, przegrana w x rundzie kwalifikacji
     A, brak startu
     NH, turniej nie odbył się

### Występy w grze pojedynczej
| Australian Open        | A | A   | A   | A   | A   | Q1  | Q1  | Q1  | 1R | 1R | 1R | 1R | 4R | 3R | 0 / 6  | 5 – 6   |  |  |  |  |  |  |  |  |  |  |  |
| French Open            | A | A   | A   | A   | A   | Q1  | Q1  | 1R  | 2R | 2R | 1R | 2R | F  | 4R | 0 / 7  | 12 – 7  |  |  |  |  |  |  |  |  |  |  |  |
| Wimbledon              | A | A   | A   | A   | A   | Q2  | Q1  | Q1  | NH | 1R | 1R | 1R | F  | 2R | 0 / 5  | 7 – 5   |  |  |  |  |  |  |  |  |  |  |  |
| US Open                | A | A   | A   | A   | A   | Q2  | Q2  | Q2  | 1R | 2R | 1R | 1R | 4R |    | 0 / 5  | 4 – 5   |  |  |  |  |  |  |  |  |  |  |  |
|                        |   |     |     |     |     |     |     |     |    |    |    |    |    |    |        |         |  |  |  |  |  |  |  |  |  |  |  |
| Ranking na koniec roku | – | 624 | 327 | 581 | 245 | 137 | 190 | 117 | 95 | 53 | 59 | 30 | 4  |    | 0 / 23 | 28 – 23 |  |  |  |  |  |  |  |  |  |  |  |

### Występy w grze podwójnej
| Australian Open        | A    | A   | A | A | A   | A | A   | A   | A   | 3R  | 2R  | 1R | 3R | 2R | 0 / 5  | 6 – 5   |  |  |  |  |  |  |  |  |  |  |  |
| French Open            | A    | A   | A | A | A   | A | A   | A   | 2R  | 1R  | 1R  | 2R | F  | W  | 1 / 6  | 13 – 5  |  |  |  |  |  |  |  |  |  |  |  |
| Wimbledon              | A    | A   | A | A | A   | A | A   | A   | NH  | A   | 1R  | 1R | 3R | 2R | 0 / 4  | 3 – 4   |  |  |  |  |  |  |  |  |  |  |  |
| US Open                | A    | A   | A | A | A   | A | A   | A   | A   | 1R  | A   | 1R | 2R |    | 0 / 3  | 1 – 3   |  |  |  |  |  |  |  |  |  |  |  |
|                        |      |     |   |   |     |   |     |     |     |     |     |    |    |    |        |         |  |  |  |  |  |  |  |  |  |  |  |
| Ranking na koniec roku | 1231 | 927 | – | – | 939 | – | 758 | 938 | 263 | 166 | 141 | 97 | 10 |    | 1 / 18 | 23 – 17 |  |  |  |  |  |  |  |  |  |  |  |

### Występy w grze mieszanej
Jasmine Paolini nigdy nie startowała w rozgrywkach gry mieszanej podczas turniejów wielkoszlemowych.

## Finały turniejów WTA
| Legenda                   | Legenda |
| ------------------------- | ------- |
| Wielki Szlem              |         |
| Igrzyska olimpijskie      |         |
| WTA Tour Championships    |         |
| od 2021                   |         |
| WTA 1000 (obowiązkowe)    |         |
| WTA 1000 (nieobowiązkowe) |         |
| WTA 500                   |         |
| WTA 250                   |         |
| WTA 125                   |         |

### Gra pojedyncza 9 (3–6)
| Końcowy wynik | Nr | Data                 | Turniej     | Nawierzchnia  | Przeciwniczka      | Wynik finału  |
| ------------- | -- | -------------------- | ----------- | ------------- | ------------------ | ------------- |
| Zwyciężczyni  | 1. | 19 września 2021     | Portorož    | Twarda        | Alison Riske       | 7:6(4), 6:2   |
| Finalistka    | 1. | 16 października 2022 | Kluż-Napoka | Twarda (hala) | Anna Blinkowa      | 2:6, 6:3, 2:6 |
| Finalistka    | 2. | 23 lipca 2023        | Palermo     | Ceglana       | Zheng Qinwen       | 4:6, 6:1, 1:6 |
| Finalistka    | 3. | 22 października 2023 | Monastyr    | Twarda (hala) | Elise Mertens      | 3:6, 0:6      |
| Zwyciężczyni  | 2. | 24 lutego 2024       | Dubaj       | Twarda        | Anna Kalinska      | 4:6, 7:5, 7:5 |
| Finalistka    | 4. | 8 czerwca 2024       | French Open | Ceglana       | Iga Świątek        | 2:6, 1:6      |
| Finalistka    | 5. | 13 lipca 2024        | Wimbledon   | Trawiasta     | Barbora Krejčíková | 2:6, 6:2, 4:6 |
| Zwyciężczyni  | 3. | 17 maja 2025         | Rzym        | Ceglana       | Coco Gauff         | 6:4, 6:2      |
| Finalistka    | 6. | 18 sierpnia 2025     | Cincinnati  | Twarda        | Iga Świątek        | 5:7, 4:6      |

### Gra podwójna 12 (9–3)
| Końcowy wynik | Nr | Data                 | Turniej     | Nawierzchnia  | Partnerka     | Przeciwniczki                          | Wynik finału      |
| ------------- | -- | -------------------- | ----------- | ------------- | ------------- | -------------------------------------- | ----------------- |
| Zwyciężczyni  | 1. | 11 lipca 2021        | Hamburg     | Ceglana       | Jil Teichmann | Astra Sharma Rosalie van der Hoek      | 6:0, 6:4          |
| Finalistka    | 1. | 9 stycznia 2022      | Melbourne   | Twarda        | Sara Errani   | Asia Muhammad Jessica Pegula           | 3:6, 1:6          |
| Zwyciężczyni  | 2. | 21 października 2023 | Monastyr    | Twarda        | Sara Errani   | Mai Hontama Natalija Stevanović        | 2:6, 7:6(4), 10–6 |
| Zwyciężczyni  | 3. | 4 lutego 2024        | Linz        | Twarda (hala) | Sara Errani   | Nicole Melichar-Martinez Ellen Perez   | 7:5, 4:6, 10–7    |
| Zwyciężczyni  | 4. | 19 maja 2024         | Rzym        | Ceglana       | Sara Errani   | Coco Gauff Erin Routliffe              | 6:3, 4:6, 10–8    |
| Finalistka    | 2. | 9 czerwca 2024       | French Open | Ceglana       | Sara Errani   | Coco Gauff Kateřina Siniaková          | 6:7(5), 3:6       |
| Zwyciężczyni  | 5. | 4 sierpnia 2024      | Paryż       | Ceglana       | Sara Errani   | Mirra Andriejewa Diana Sznajder        | 2:6, 6:1, 10–7    |
| Zwyciężczyni  | 6. | 6 października 2024  | Pekin       | Twarda        | Sara Errani   | Chan Hao-ching Wieronika Kudiermietowa | 6:4, 6:4          |
| Zwyciężczyni  | 7. | 15 lutego 2025       | Doha        | Twarda        | Sara Errani   | Jiang Xinyu Wu Fang-hsien              | 7:5, 7:6(10)      |
| Zwyciężczyni  | 8. | 18 maja 2025         | Rzym        | Ceglana       | Sara Errani   | Wieronika Kudiermietowa Elise Mertens  | 6:4, 7:5          |
| Zwyciężczyni  | 9. | 8 czerwca 2025       | French Open | Ceglana       | Sara Errani   | Anna Danilina Aleksandra Krunić        | 6:4, 2:6, 6:1     |
| Finalistka    | 3. | 22 czerwca 2025      | Berlin      | Trawiasta     | Sara Errani   | Tereza Mihalíková Olivia Nicholls      | 6:4, 2:6, 6–10    |

## Finały turniejów WTA 125

### Gra pojedyncza 4 (2–2)
| Końcowy wynik | Nr | Data            | Turniej    | Nawierzchnia | Przeciwniczka     | Wynik finału     |
| ------------- | -- | --------------- | ---------- | ------------ | ----------------- | ---------------- |
| Finalistka    | 1. | 9 maja 2021     | Saint-Malo | Ceglana      | Viktorija Golubic | 1:6, 3:6         |
| Zwyciężczyni  | 1. | 12 czerwca 2021 | Bol        | Ceglana      | Arantxa Rus       | 6:2, 7:6(4)      |
| Zwyciężczyni  | 2. | 21 maja 2023    | Florencja  | Ceglana      | Taylor Townsend   | 6:3, 7:5         |
| Finalistka    | 2. | 11 czerwca 2023 | Makarska   | Ceglana      | Majar Szarif      | 6:2, 6:7(6), 5:7 |

## Występy w Turnieju Mistrzyń

### W grze pojedynczej
| Rok  | Rezultat     | Przeciwniczka                                | Wynik                         |
| 2024 | Faza grupowa | Jelena Rybakina Aryna Sabalenka Zheng Qinwen | 7:6(5), 6:4 3:6, 5:7 1:6, 1:6 |

### W grze podwójnej
| Rok  | Rezultat     | Partnerka   | Przeciwniczki                                                                                               | Wynik                                              |
| 2024 | Faza grupowa | Sara Errani | Caroline Dolehide Desirae Krawczyk Gabriela Dabrowski Erin Routliffe Chan Hao-ching Wieronika Kudiermietowa | 1:6, 6:1, 10–4 6:1, 6:7(1), 9–11 6:3, 6:7(3), 9–11 |

## Finały turniejów ITF
| turnieje z pulą nagród 100 000 $   |
| turnieje z pulą nagród 75/80 000 $ |
| turnieje z pulą nagród 50/60 000 $ |
| turnieje z pulą nagród 25 000 $    |
| turnieje z pulą nagród 15 000 $    |
| turnieje z pulą nagród 10 000 $    |

### Gra pojedyncza 16 (9–7)
| Rezultat     |    | Data       | Turniej                   | ($)      | Naw.          | Przeciwniczka           | Wynik            |
| Finalistka   | 1. | 29/06/2013 | Rzym                      | 10 000   | Ceglana       | Martina Caregaro        | 2:6, 3:6         |
| Zwyciężczyni | 1. | 17/08/2013 | Locri                     | 10 000   | Ceglana       | Jade Suvrijn            | 6:1, 7:5         |
| Zwyciężczyni | 2. | 27/07/2014 | Rimini                    | 10 000   | Ceglana       | Anna Remondina          | 6:1, 6:0         |
| Finalistka   | 2. | 22/09/2014 | Telawi                    | 25 000   | Ceglana       | Darja Kasatkina         | 1:6, 6:4, 7–10   |
| Zwyciężczyni | 3. | 24/04/2016 | Pula                      | 10 000   | Ceglana       | Tessah Andrianjafitrimo | 1:0 krecz        |
| Finalistka   | 3. | 07/08/2016 | Bad Saulgau               | 25 000   | Ceglana       | Tamara Korpatsch        | 2:6, 3:6         |
| Finalistka   | 4. | 04/09/2016 | Mamaja                    | 25 000   | Ceglana       | Jessica Pieri           | 3:6, 4:6         |
| Finalistka   | 5. | 02/10/2016 | Clermont-Ferrand          | 25 000   | Twarda (hala) | Richèl Hogenkamp        | 4:6, 2:6         |
| Zwyciężczyni | 4. | 27/11/2016 | Walencja                  | 25 000+H | Ceglana       | Quirine Lemoine         | 6:1, 2:6, 6:4    |
| Zwyciężczyni | 5. | 11/06/2017 | Marsylia                  | 100 000  | Ceglana       | Tatjana Maria           | 6:4, 2:6, 6:1    |
| Zwyciężczyni | 6. | 05/08/2017 | Woking                    | 25 000   | Twarda        | Mihaela Buzărnescu      | 6:4, 1:6, 6:4    |
| Finalistka   | 6. | 02/09/2018 | Bagnatica                 | 25 000+H | Ceglana       | Kaja Juvan              | 7:6(8), 1:6, 5:7 |
| Zwyciężczyni | 7. | 24/03/2019 | Kurytyba                  | 25 000   | Ceglana       | Anna Bondár             | 4:6, 6:4, 6:2    |
| Zwyciężczyni | 8. | 09/06/2019 | Brescia                   | 60 000   | Ceglana       | Diāna Marcinkēviča      | 6:2, 6:1         |
| Finalistka   | 7. | 17/11/2019 | Tokio                     | 100 000  | Twarda        | Zhang Shuai             | 3:6, 5:7         |
| Zwyciężczyni | 9. | 30/10/2022 | Les Franqueses del Vallès | 100 000  | Twarda        | Kateryna Baindl         | 6:4, 6:4         |

### Gra podwójna 4 (1–3)
| Rezultat     |    | Data       | Turniej   | ($)      | Naw.    | Partnerka            | Przeciwniczki                       | Wynik          |
| Finalistka   | 1. | 28/06/2013 | Rzym      | 10 000   | Ceglana | Claudia Giovine      | Bianca Hîncu Martina di Giuseppe    | 1:6, 3:6       |
| Zwyciężczyni | 1. | 14/09/2013 | Pula      | 10 000   | Ceglana | Giorgia Marchetti    | Alexandra Nancarrow Laura Schaeder  | 7:6(3), 7:6(3) |
| Finalistka   | 2. | 12/03/2016 | Weston    | 10 000   | Ceglana | Julieta Lara Estable | Katerina Stewart Tess Sugnaux       | 6:7(2), 3:6    |
| Finalistka   | 3. | 01/09/2018 | Bagnatica | 25 000+H | Ceglana | Deborah Chiesa       | Giorgia Marchetti Camilla Rosatello | 4:6, 6:4, 8–10 |

## Występy w igrzyskach olimpijskich

### Gra pojedyncza
| Runda                                                                       | Przeciwniczka                             | Wynik         |
| --------------------------------------------------------------------------- | ----------------------------------------- | ------------- |
|                                                                             |                                           |               |
| Letnie Igrzyska Olimpijskie w Tokio 2020, reprezentując państwo Włochy      |                                           |               |
| I runda                                                                     | Czechy: Petra Kvitová [10]                | 4:6, 3:6      |
|                                                                             |                                           |               |
| Letnie Igrzyska Olimpijskie w Paryżu 2024, reprezentując państwo Włochy [4] |                                           |               |
| I runda                                                                     | Rumunia: Ana Bogdan                       | 7:5, 6:3      |
| II runda                                                                    | Polska: Magda Linette                     | 6:4, 6:1      |
| III runda                                                                   | Słowacja: Anna Karolína Schmiedlová [ITF] | 5:7, 6:3, 5:7 |

### Gra podwójna
| Runda                                                                   | Partnerka         | Przeciwniczki                                                       | Wynik          |
| ----------------------------------------------------------------------- | ----------------- | ------------------------------------------------------------------- | -------------- |
|                                                                         |                   |                                                                     |                |
| Letnie Igrzyska Olimpijskie w Tokio 2020, reprezentując państwo Włochy  |                   |                                                                     |                |
| I runda                                                                 | Sara Errani [Alt] | Stany Zjednoczone: Nicole Melichar / Alison Riske [8]               | 6:3, 5:7, 10–2 |
| II runda                                                                | Sara Errani [Alt] | Ukraina: Ludmyła Kiczenok / Nadija Kiczenok                         | 6:7(4), 2:6    |
|                                                                         |                   |                                                                     |                |
| Letnie Igrzyska Olimpijskie w Paryżu 2024, reprezentując państwo Włochy |                   |                                                                     |                |
| I runda                                                                 | Sara Errani [3]   | Nowa Zelandia: Erin Routliffe / Lulu Sun                            | 6:2, 6:3       |
| II runda                                                                | Sara Errani [3]   | Francja: Caroline Garcia / Diane Parry                              | 5:7, 6:3, 10–8 |
| Ćwierćfinał                                                             | Sara Errani [3]   | Wielka Brytania: Katie Boulter / Heather Watson                     | 6:3, 6:1       |
| Półfinał                                                                | Sara Errani [3]   | Czechy: Karolína Muchová / Linda Nosková                            | 6:3, 6:2       |
| O złoty medal                                                           | Sara Errani [3]   | Indywidualni sportowcy neutralni: Mirra Andriejewa / Diana Sznajder | 2:6, 6:1, 10–7 |